# Bjørn Eidsvåg

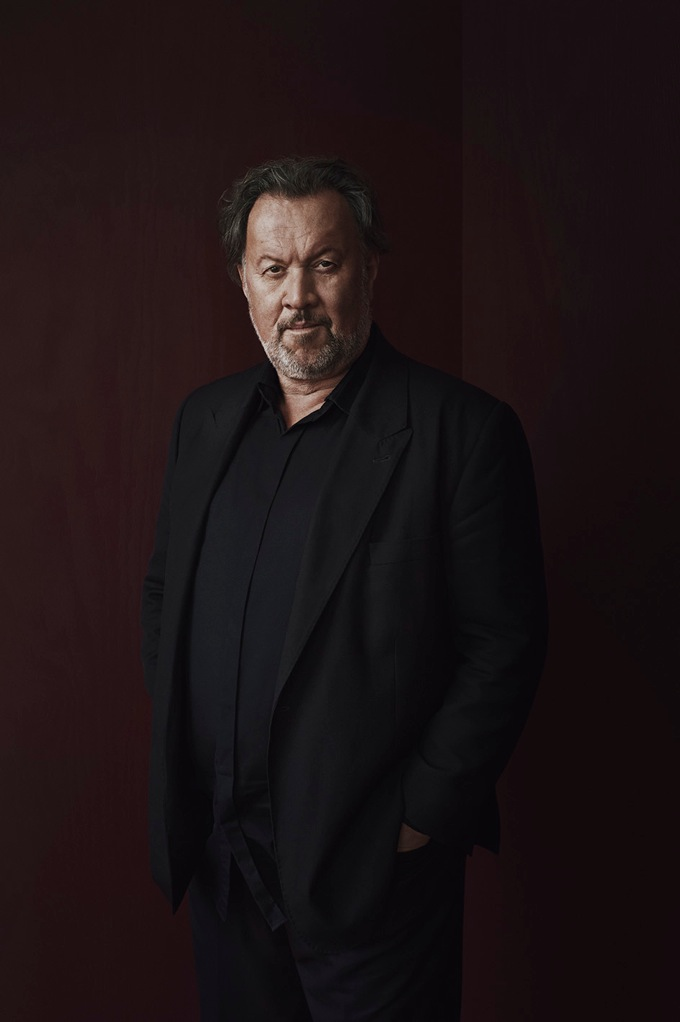
Bjørn Eidsvåg 2014.

Bjørn Eidsvåg, född 17 mars 1954 i Sauda, Norge, är en norsk sångare, gitarrist, kompositör och präst. Han har gett ut 22 album sedan debuten 1976. Han har blivit tilldelad norska Spellemannprisen fyra gånger och varit nominerad ytterligare fem gånger. Han har bland annat spelat in duett med svenska Lisa Nilsson. Eidsvåg är en av Norges mest populära artister, inte minst på grund av sina personliga texter. Musikaliskt befinner han sig i landskapet mellan visor och rock. Det stora genombrottet kom 1983 med låten "Eg ser". Efter det har det kommit många populära sånger.

## Historia
Eidsvåg är utbildad teolog och arbetade som sjukhuspräst på 1980-talet. Han albumdebuterade 1976 med Inn for landing. Därefter kom det flera album på kort tid och genombrottet kom 1983 med sången "Eg ser", som var med på albumet Passe gal, samma år.
Eidsvåg har toppat Norsktoppen en rad gånger, bland annat i duetten "Mysteriet deg", 2002/03, med Lisa Nilsson. Från och med albumet Dansare i natten, 1986, har alla Eidsvågs album kommit in på Topp 15. Han har vunnit Spellemannprisen 1990, 1997, 2002 (för bästa låt "Mysteriet deg" tillsammans med Lisa Nilsson), och 2006. I samband med sin 60-årsdag blev han hyllad av en rad artister på albumet Bauta - en hyllest til Bjørn Eidsvåg.

## Diskografi
Studioalbum
- Inn for landing (1976)
- Bakerste benk (1978)
- Endelig voksen (1980)
- Passe gal (1983)
- På leit (1984)
- Dansere i natten (1986)
- Vertigo (1988)
- Tatt av vinden (1990)
- Alt du vil ha (1990)
- Til alle tider (1992)
- Allemannsland (1993)
- Landet lenger bak (1996)
- På svai (1997)
- Tapt uskyld (1999)
- Hittil og littil (2000)
- Tålt (2002)
- Skyfri himmel (2004)
- En vakker dag (2004)
- Nåde (2006)
- Pust (2008)
- Rundt Neste Sving (2010)
- Far Faller (2013)
- Klassisk Bjørn Eidsvåg (2014) (med Kringkastingsorkestret)

Livealbum
- Live in Ny York (1981)
- Etterlyst: Jesus (2016)[5][6]

Singlar
- "På leit" / "Føtter på fjell" (1984)
- "Hjelp uten grenser" / "Hvor er du" (1986)
- "Dansere i natten" / "Se meg" (1986)
- "Vertigo" / "Ingen vei tilbake" (1988)
- "Songen" / "To små planeter" (1990)
- "Mysteriet Deg" (med Lisa Nilsson) (2002)
- "Floden" (med Elvira Nikolaisen) (2006)
- "Nede for telling" (2010)

Samlingsalbum
- Bjørn's Beste (1985)
- De Beste (2009)